# Avalon Hill
 (septembre 2024).
Si vous disposez d'ouvrages ou d'articles de référence ou si vous connaissez des sites web de qualité traitant du thème abordé ici, merci de compléter l'article en donnant les références utiles à sa vérifiabilité et en les liant à la section « Notes et références ».
Pour les articles homonymes, voir Avalon (homonymie).
Avalon Hill est un ancien éditeur de jeux de société américain. Cette société se spécialisait dans les jeux de guerre et les jeux de stratégie sur plateau. Elle a aussi publié à l’occasion des livrets de règles pour des micro jeux de guerre et proposait aussi une gamme populaire de simulations sportives. Elle est aujourd'hui une division de la société Wizards of the Coast, elle-même devenue une division de la société Hasbro.

## Histoire

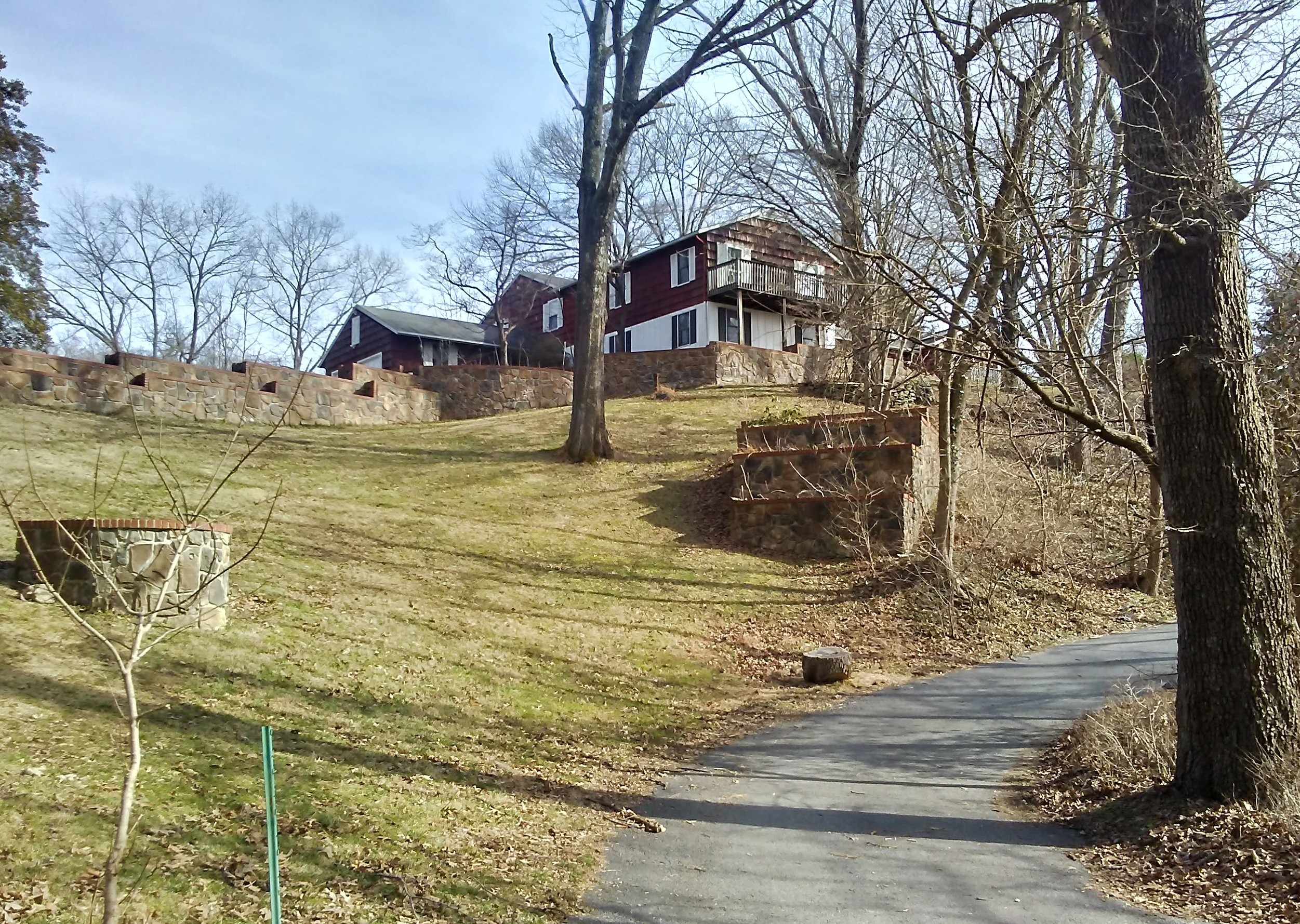
La maison de Charles S. Roberts dans le quartier d'Avalon à Catonsville, dans le Maryland.

La société a été créée en 1952 sous le nom « The Avalon Game Company » par Charles S. Roberts (en) pour exploiter le succès de son jeu de guerre Tactics. Avec Tactics Roberts créa un type de jeu de plateau basé sur les simulations et jeux de stratégie. Cette sorte de jeux existait déjà (H. G. Wells avait écrit un livret de règles appelé Little Wars), mais ces jeux utilisaient exclusivement des figurines miniatures et un terrain en 3D (comme le modélisme ferroviaire). Le nom de la société fut changé en 1958.
Avalon Hill fut pionnière en inventant pour les jeux de guerre sur plateau des concepts tels que le découpage des cartes en grilles hexagonales, la prise en compte des évènements historiques, les zones de contrôle de certaines unités et les effets du terrain sur le mouvement moral des troupes. De tels jeux complexes pouvaient être joués pendant des jours, voire des semaines. Par ailleurs, AH a mis au point un système permettant de jouer par courrier électronique.
Le jeu le plus célèbre et le plus populaire publié par AH fut Panzerblitz (1970), dessiné pour la société AH par le jeune Jim Dunnigan. Dunnigan s’en alla ensuite fonder ce qui allait devenir le plus important concurrent d’AH, Simulations Publications Inc. Les autres jeux publiés bien accueillis furent The Battle of Midway, Afrika Korps, The Battle of the Bulge et Blitzkrieg. Ce dernier jeu était plus qu’un simple jeu d’entraînement représentant deux camps, rouge et bleu et d’autres pays neutres. Beaucoup de règles-variantes furent créées pour Blizkrieg.
Dans les années 1970, AH s’éloigna des jeux de guerre pour publier des jeux de sport tels que le populaire Statis pro. Ces publications cessèrent au début des années 1990 lorsque émergèrent sur le même thème des jeux sur ordinateur. La société AH produisit d’autres jeux n’ayant rien à voir non plus avec le sport ou la guerre, tels que Point of Law, Shakespeare, TV Wa et Stocks and Bonds et dont beaucoup avaient été repris par AH à la société 3M en 1975.
Avalon Hill fut une des premières sociétés de jeu à publier des jeux sur ordinateurs, à partir de 1980. AH adapta un certain nombre de jeux de plateaux sur diverses plateformes (TRS-80, VIC-20, Commodore 64, Apple II, etc.) et divers formats (cassettes audio et disquettes 5 ¼). Ces titres se révélèrent assez populaires pour qu'AH publie encore de manière occasionnelle des jeux pour ordinateurs dans les années 1980 et 90.
En 1962, afin de s’acquitter de ses dettes envers Eric Dott, propriétaire de Monarch Services, Roberts lui vendit Avalon Hill. Dott créa alors, au sein de Monarch Services, une division consacrée aux jeux, Monarch Avalon Printing, division dont Avalon Hill devint une filiale, tout en conservant le nom et le logo sur les boîtes et les manuels de ses jeux. Monarch Avalon Printing géra ainsi Avalon Hill pendant les 36 années qui suivirent.
Le 13 octobre 2000, Monarch Avalon annonça la vente de sa division jeu de société Avalon Hill à Hasbro pour 6 millions d'USD, vente comprenant aussi Avalon Hill Software et Victory Games, afin de se recentrer sur l'impression. Hasbro publie maintenant une liste sélectionnée d'anciens jeux AH.
Hasbro a aussi réédité sous le nom AH des jeux non créés par AH comme Axis and Allies. Les jeux publiés sous le label Hasbro ont été conçus pour avoir une large audience et sont moins orientés « joueurs spécialisés » que les jeux publiés auparavant.
L’index des jeux ci-dessous est séparé en deux catégories selon que la publication de chaque jeu a eu lieu avant ou après l’acquisition d’AH par Hasbro. Cette division ne reflète pas seulement le changement de label mais aussi le développement du jeu et la philosophie de l’étude de marché.
AH a eu aussi son propre magazine. The General Magazine, publié de 1964 à 1998, proposait de nombreuses rubriques : articles stratégiques et tactiques, analyses historiques, articles consacrés à des jeux spécifiques, questions et réponses pour tel ou tel jeu, liste de détaillants et de joueurs, informations sur les futurs projets d’AH, articles sportifs ou sur les jeux vidéo AH.

## Jeu vidéo
Avalon Hill a également édité et développé des jeux vidéo. La division dédiée au jeu vidéo d'Avalon Hill s'appelle Microcomputer Games.
| Année | Titre                                 | Développeur                  | Genre                      | Plate-forme                                       |
| ----- | ------------------------------------- | ---------------------------- | -------------------------- | ------------------------------------------------- |
| 1980  | B-1 Nuclear Bomber                    |                              | Wargame                    | Apple II, PET, TRS-80                             |
| 1980  | Computer Acquire (en)                 | Steve Goss                   | Simulation économique      | Apple II, PET, TRS-80                             |
| 1980  | Lords of Karma                        |                              | Jeu d’aventure             | Apple II, Atari 8-bit, PET, TRS-80                |
| 1980  | North Atlantic Convoy Raider          |                              | Wargame                    | Apple II, PET, TRS-80                             |
| 1980  | Midway Campaign                       |                              | Wargame                    | Apple II, PET, TRS-80                             |
| 1980  | Nukewar                               |                              | Wargame                    | Apple II, PET, TRS-80                             |
| 1980  | Planet Miners (en)                    |                              | Simulation économique      | Apple II, PET, TRS-80                             |
|       |                                       |                              |                            |                                                   |
| 1981  | Computer Major League Baseball        |                              | Jeu de sport               | TRS-80                                            |
| 1981  | Conflict 2500                         | William Volk                 | Wargame                    | Apple II, Atari 8-bit, PET, TRS-80                |
| 1981  | Empire of the Over-Mind               |                              | Jeu vidéo de rôle          | Apple II, Atari 8-bit, PET, TRS-80                |
| 1981  | Galaxy                                | Tom Cleaver                  | Wargame                    | Apple II, Atari 8-bit, PET, TRS-80                |
| 1981  | Guns of Fort Defiance                 |                              | Wargame                    | Apple II, Atari 8-bit, PET, TRS-80                |
| 1981  | Tanktics                              | Chris Crawford               | Wargame                    | Apple II, Atari 8-bit, TRS-80                     |
| 1981  | Voyager I: Sabotage of the Robot Ship | William Volk                 | Jeu de labyrinthe          | Apple II, Atari 8-bit, PET, TRS-80                |
|       |                                       |                              |                            |                                                   |
| 1982  | Alien                                 |                              | Jeu vidéo de stratégie     | Apple II                                          |
| 1982  | Andromeda Conquest                    | David Peterson               | Wargame                    | Apple II, Atari 8-bit, C64, IBM PC, TRS-80        |
| 1982  | Bomber Attack                         |                              | Jeu d'action               | Apple II, Atari 8-bit, C64, PET, VIC-20           |
| 1982  | Computer Baseball Strategy            |                              | Jeu de sport               |                                                   |
| 1982  | Computer Facts in Five                | Paul Granchelli              | Jeu de réflexion           | Apple II, Atari 8-bit, IBM PC                     |
| 1982  | Computer Football Strategy            |                              | Jeu de sport               | Atari 8-bit, C64, TRS-80                          |
| 1982  | Computer Foreign Exchange             |                              |                            |                                                   |
| 1982  | Computer Stocks and Bonds             |                              | Simulation économique      | IBM PC                                            |
| 1982  | Controller                            | William Volk et Frank Kelley | Jeu de simulation          | Atari 8-bit                                       |
| 1982  | Dnieper River Line                    | Bruce Ketchledge             | Wargame                    | Apple II, Atari 8-bit, PET, TRS-80                |
| 1982  | Draw Poker                            |                              |                            |                                                   |
| 1982  | GFS Sorceress                         |                              | Jeu d'aventure             | Apple II, Atari 8-bit, TRS-80                     |
| 1982  | GYPSY                                 |                              | Jeu d'action               | Atari 8-bit                                       |
| 1982  | Knockout                              |                              | Jeu de sport               | Atari 8-bit                                       |
| 1982  | Legionnaire                           | Chris Crawford               | Wargame                    | Apple II, Atari 8-bit, C64                        |
| 1982  | Moon Patrol                           |                              |                            |                                                   |
| 1982  | Moonbase Io                           |                              |                            |                                                   |
| 1982  | Roadracer Bowler                      |                              | Jeu de course              | Atari 8-bit, PET                                  |
| 1982  | Shootout at the OK Galaxy             |                              |                            |                                                   |
| 1982  | Tank Arkade                           |                              | Jeu d'action               | Atari 8-bit, PET, TRS-80, VIC-20                  |
| 1982  | Space Station Zulu                    | Dennis Shields               | Jeu vidéo de stratégie     | Apple II, Atari 8-bit                             |
| 1982  | Telengard                             | Daniel Lawrence              | Jeu vidéo de rôle          | Apple II, Atari 8-bit, C64, PET, IBM PC, TRS-80   |
| 1982  | VC                                    | Britt Monk                   | Wargame                    | Apple II                                          |
|       |                                       |                              |                            |                                                   |
| 1983  | Close Assault                         | Gary Bedrosian               | Wargame                    | Apple II, Atari 8-bit, TRS-80                     |
| 1983  | Computer Statis Pro Baseball          |                              | Jeu de sport               | Apple II, C64, TRS-80                             |
| 1983  | Death Trap                            |                              | Shoot 'em up               | Atari 8-bit                                       |
| 1983  | Flying Ace                            |                              | Jeu d'action               | Atari 8-bit, C64                                  |
| 1983  | Fortress of the Witch King            | Matthew Mehlich              | Jeu vidéo de rôle          | Apple II, C64                                     |
| 1983  | Free Trader                           |                              | Jeu d'action               | Apple II, Atari 8-bit                             |
| 1983  | London Blitz                          |                              | Jeu de labyrinthe          | Atari 8-bit, C64                                  |
| 1983  | Out of Control                        |                              | Jeu d'action               | Atari VCS                                         |
| 1983  | Paris in Danger                       | John Bell                    | Wargame                    | Atari 8-bit                                       |
| 1983  | Parthian Kings                        | David W. Bradley             | Wargame                    | Apple II, C64                                     |
| 1983  | Shuttle Orbiter                       |                              | Jeu d'action               | Atari VCS                                         |
| 1983  | TAC                                   | Ralph Bosson                 | Wargame                    | Apple II, Atari 8-bit, C64, IBM PC                |
| 1983  | T.G.I.F.                              |                              | Party game                 | Atari 8-bit, C64                                  |
|       |                                       |                              |                            |                                                   |
| 1984  | Beast War                             |                              | Jeu vidéo de stratégie     | Apple II                                          |
| 1984  | Clear for Action                      | Michael Stradley             | Wargame                    | Atari 8-bit, TRS-80                               |
| 1984  | Computer Circus Maximus               |                              | Jeu de course              | IBM PC                                            |
| 1984  | Computer Diplomacy                    | Ron Sutherland               | Wargame                    | IBM PC, TRS-80                                    |
| 1984  | Dreadnoughts                          | Thomas Dowell                | Wargame                    | Apple II, C64, IBM PC                             |
| 1984  | Gulf Strike                           | Microcomputer Games          | Wargame                    | Apple II, Atari 8-bit, C64, IBM PC                |
| 1984  | Incunabula                            |                              | Wargame                    | IBM PC                                            |
| 1984  | Jupiter Mission 1999                  |                              | Jeu d'action               | Atari 8-bit, C64                                  |
| 1984  | Maxwell Manor                         |                              | Jeu d'action               | Apple II, Atari 8-bit, C64                        |
| 1984  | Panzer East!                          |                              | Wargame                    | C64, TRS-80                                       |
| 1984  | Panzer-Jagd                           | Richard W. Scorupsk          | Wargame                    | Atari 8-bit, C64                                  |
| 1984  | Quest of the Space Beagle             |                              | Jeu d'action               | Atari 8-bit, C64                                  |
| 1984  | Ripper!                               |                              | Jeu d'aventure             | C64                                               |
| 1984  | Space Cowboy                          | Scott Lamb                   | Jeu d'action               | Atari 8-bit                                       |
| 1984  | Super Bowl Sunday                     |                              | Jeu de sport               | Apple II, C64                                     |
| 1984  | Under Southern Skies                  | Owen P. Hall                 | Wargame                    | Apple II                                          |
| 1984  | Wall Ball                             |                              | Jeu d'action               | Atari VCS                                         |
|       |                                       |                              |                            |                                                   |
| 1985  | By Fire and Sword                     |                              | Wargame                    | IBM PC                                            |
| 1985  | Darkhorn: Realm of the Warlords       |                              | Wargame                    | Apple II, C64                                     |
| 1985  | Gryphon                               |                              | Jeu d'action               | C64                                               |
| 1985  | Mission on Thunderhead                |                              | Jeu d'action               | Apple II, Atari 8-bit, C64                        |
| 1985  | Ram                                   | Avalon Hill                  | Wargame                    | IBM PC                                            |
| 1985  | Spitfire '40                          | Mirrorsoft Ltd.              | Wargame                    | Apple II, C64, Amstrad CPC, ZX Spectrum, Atari ST |
| 1985  | Tsushima                              | Kiya Overseas Industry       | Wargame                    | Apple II, C64                                     |
| 1985  | Under Fire                            | Ralph Bosson                 | Wargame                    | Atari 800, Apple II, C64, IBM PC                  |
|       |                                       |                              |                            |                                                   |
| 1986  | Guderian                              | Software Associates          | Wargame                    | Apple II, Atari 8-bit, C64                        |
| 1986  | Macbeth                               | Oxford Digital               | Jeu d'aventure             | C64                                               |
| 1986  | Mac Pro Football                      |                              | Jeu de sport               | Macintosh                                         |
| 1986  | Wooden Ships and Iron Men             | Avalon Hill                  | Wargame                    | IBM PC                                            |
|       |                                       |                              |                            |                                                   |
| 1988  | Civil War                             | Avalon Hill                  | Wargame                    | IBM PC                                            |
|       |                                       |                              |                            |                                                   |
| 1989  | Legends of the Lost Realm             | Avalon Hill                  | Jeu vidéo de rôle          | Macintosh                                         |
|       |                                       |                              |                            |                                                   |
| 1992  | Computer Diplomacy                    | Ron Sutherland;              | Wargame                    | IBM PC                                            |
| 1992  | Computer Third Reich                  | Thalean Software             | Wargame                    | Amiga, Atari ST                                   |
|       |                                       |                              |                            |                                                   |
| 1993  | Kingmaker                             | Paul Cockburn, Graham Lilley | Wargame                    | IBM PC                                            |
|       |                                       |                              |                            |                                                   |
| 1994  | 5th Fleet                             |                              | Wargame                    | PC                                                |
| 1996  | Flight Commander 2                    | Big Time Software            | Wargame                    | PC, Macintosh                                     |
| 1994  | Operation Crusader                    | Atomic Games                 | Wargame                    | PC, Macintosh                                     |
|       |                                       |                              |                            |                                                   |
| 1995  | 1830: Railroads and Robber Barons     | Steve Barcia, Russ Williams  | Simulation économique      | IBM PC                                            |
| 1995  | D-Day: America Invades                | Atomic Games                 | Wargame                    | IBM PC, Macintosh                                 |
| 1995  | Stalingrad                            | Atomic Games                 | Wargame                    | IBM PC, Macintosh                                 |
|       |                                       |                              |                            |                                                   |
| 1996  | Avalon Hill's Advanced Civilization   | Avalon Hill                  | Stratégie au tour par tour | DOS                                               |
| 1996  | Cavewars                              | Broken Arrow                 | Stratégie au tour par tour | DOS                                               |
| 1996  | Over the Reich                        | Big Time Software            | Wargame                    | PC, Macintosh                                     |
| 1996  | Third Reich                           |                              | Wargame                    | PC                                                |
|       |                                       |                              |                            |                                                   |
| 1997  | Achtung Spitfire!                     | Big Time Software            | Wargame                    | PC, Macintosh                                     |
| 1997  | History of the World                  | Colorado Computer Creations  | Stratégie au tour par tour | PC                                                |

## Liste des jeux de société Avalon Hill
- Haut – A
- B
- C
- D
- E
- F
- G
- H
- I
- J
- K
- L
- M
- N
- O
- P
- Q
- R
- S
- T
- U
- V
- W
- X
- Y
- Z

(Notez que certains de ces titres ont été publiés par des éditeurs indépendants avant d'être republiés par AH.)

### 0-9
- 1776 - American Revolution (1974)
- 1830 (1986), un jeu 18XX
- 1914 - World War I (1968)

### A
- Achtung Spitfire! (1997)
- Acquire (1962)
- Adel Verpflichtet (également publié sous le nomBy Hook Or Crook) (1991)
- Advanced Squad Leader (1985)
- Advanced Third Reich (1992)
- Afrika Korps (1964, 1965, 1977)
- Age of Renaissance (1996)
- Air Assault on Crete (1978)
- Air Baron (1996)
- Air Force (1980)
- Alexander the Great (1975)
- Ambush!
- Amoeba Wars (1981)
- Anzio (1969, 1971, 1974, 1978)
- Arab-Israeli Wars (1977)
- Atlantic Storm (1997)
- Assassin (1993)
- Attack Sub (1991)
- Auto Racing] (1979)

### B
- B-17, Queen of the Skies (1983)
- Bali (1980)
- Baseball Strategy (1973)
- Basketball Strategy] (1973)
- Battle for Italy (1983)
- Battle of the Bulge (1964, 1981, 1991)
- Beat Inflation (1975)
- Betrayal at House on the Hill (2004)
- Bismarck - naufrage du Bismarck (1962, 1979)
- Black Spy (1981)
- Blackbeard (1991)
- Blitzkrieg (1965)
- Book of Lists (1979)
- Bowl Bound (1978) -- college football
- Breakout: Normandy (1993)
- Bureaucracy (1981)
- Business Strategy (1973)

### C
- Caesar - Jules César à Alésia (1976)
- Caesar's Legions (1975)
- Carrier
- Chancellorsville (1961, 1974)
- Challenge Golf at Pebble Beach (1976)
- Circus Maximus (1980)
- Civil War
- Civilization (1982)
  - Advanced Civilization (1991)
- The Collector (1977)
- Conquistador (1983)
- Cosmic Encounter (2000)
- Crescendo of Doom (1980)
- Cross of Iron (1979)

### D
- D-Day (1961, 1965, 1971, 1977, 1991)
- Dark Emperor (1985)
- Devil’s Den (1985)
- Diplomacy (1977, 2000, 2008 entre autres éditions en anglais)
- Dispatcher (1961)
- Down With the King (1981)
- Dragon Pass (1984)
- Dragonhunt (1982)
- Dune (1979)

### E
- Empire of the Rising Sun (1995)
- Empires in Arms (1986)
- Enemy in Sight (1981)
- Executive Decision (1981)

### F
- Facts in Five (1976)
- Feudal (1976)
- Firepower (1984)
- Flat Top (1981)
- Flight Leader (1986)
- Football Strategy (1972)
- Foreign Exchange (1979)
- France 1940
- Freedom in the Galaxy (From SPI)

### G
- The Game of Dilemmas (1982)
- The Game of Inventions (1984)
- Game of Slang
- Game of Trivia (1981)
- Gangsters (1992)
- Geronimo (1995)
- Gettysburg (1961, 1964, 1977, 1988, 1989)
- GI: Anvil of Victory (1982)
- Gladiator (1981)
- Gold! (1981)
- Greed (1986)
- Guadalcanal (1966, 1992)
- Guns of August (1981)
- Gunslinger (1983)

### H
- Hexagony (1980)
- History of the World (1993)
- Hitler's War (2001)
- Hundred Days Battle (1983)

### I
- Icebergs
- IDF (Israeli Defence Force) (1993)
- Image (1979)
- Intern (1979)

### J
- Journeys of St. Paul (1968)
- Jutland (1967, 1974)

### K
- Kampfgruppe Peiper I (1993)
- Kampfgruppe Peiper II (1996)
- Kingmaker (1974)
- Knights of the Air (1987)
- Kremlin (1988)
- Kriegspiel (1970)

### L
- Le Mans (1961)
- Legend of Robin Hood (1980)
- London's Burning (1996)
- The Longest Day (1980)
- Luftwaffe (1971)

### M
- Machiavelli (1980)
- Management (1961)
- Magic Realm (1978)
- Midway (1964, 1991)
- Monsters Menace America (1998)
- Moonstar (1981)
- Mystic Wood (1980)

### N
- Napoleon (1977)
- Napoleon at Bay (1983)
- Napoleon's Battles (1989)
- Naval War (1983)
- New World (1990)
- Nieuchess (1961)

### O
- OD (1985)
- Oh Wah Ree (1976)
- On To Richmond (1998)
- Origins of World War II (1971)
- Outdoor Survival (1972)

### P
- Pacific War (Victory Games)
- Panzer Armee Afrika (1982)
- Panzerblitz (1970)
- Panzergruppe Guderian (1984)
- Panzerkrieg (1983)
- Panzer Leader (1974)
- Past Lives (1988)
- Patton's Best (1987)
- Paydirt (1979) -- football
- Pennant Race (1983) -- baseball
- The Peter Principle (1981)
- Point of Law (1979)
- Powers & Perils
- Pro Golf (1982)

### R
- Republic of Rome (1990) traduit en français Respublica Romana
- Rail Baron (1977)
- Regatta (1979)
- Richthofen's War - WWI aerial combat (1972)
- Rise and Decline of the Third Reich (1976, 1981)
  - Advanced Third Reich (1992)
- Risque (1985)
- Road Kill (1993)
- Roads to Gettysburg (1994)
- RuneQuest (RPG)
- The Russian Campaign (1974, 1976)
- Russian Front (1985)

### S
- Samurai (1980)
- Shakespeare (1970)
- Slapshot (1982) -- hockey
- Sleuth (1981)
- Source Of The Nile - African exploration (1979)
- Speed Circuit (1971, 1977)
- Spices of the World (1988)
- Squad Leader - WWII tactical combat (1977)
  - Cross of Iron - expansion kit (1978)
  - Crescendo of Doom - expansion kit (1979)
  - GI: Anvil of Victory - expansion kit (1982)
  - Advanced Squad Leader (1985)
- Squander (1965)
- Stalingrad (1963, 1974)
- Starship Trooper (1976, 1997)
- Statis Pro Baseball (1978) -- updated player cards each year until 1992
- Statis Pro Basketball (1978) -- updated player cards each year until 1992
- Statis Pro Football (1978) -- updated player cards each year until 1992
- Stocks and Bonds (1978)
- Stock Market (1970)
- Stonewall Jackson's Way (1992)
- Stonewall in the Valley (1995)
- Stonewall's Last Battle (1996)
- Storm Over Arnhem (1981)
- Struggle of Nations (1982)
- Submarine (1978)
- Successors (1997)
- Superstar Baseball (1978)

### T
- Tactics (1952, 1983)
- Tactics II (1958, 1961, 1972)
- Third Reich - WWII grand strategy (1976, 1981)
  - Advanced Third Reich (1992)
- Titan - fantasy monster combat (1982)
- Titan: the Arena - (1997)
- Tokyo Express
- Trireme (1980)
- Tobruk (1975)
- Tuf (1969)
- Tuf*Abet (1969)
- Turning Point Stalingrad (1989)
- TV Wars (1987)
- TwixT (1976)

### U
- U-Boat (1959, 1961)
- UFO (1978)
- Up Front (1983)
- Under Fire (computer game) (1985)

### V
- Venture (1983)
- Verdict II (1961)
- Victory in the Pacific - Pacific War (1977)
- Vikings

### W
- War and Peace (1980)
- War at Sea - Battle of the Atlantic (1976)
- War at Sea II (1980)
- Waterloo (1962)
- Wizards (1982)
- Wizard's Quest (1979)
- Wooden Ships and Iron Men - naval combat 1776 to 1814 (1975)
- Word Power (1967)
- Wrasslin (1990) -- pro wrestling simulation

### Y
- Yanks (1987)
- Year of the Lord (1968)
- Yellowstone (1985)

## Liste des jeux de société Hasbro Avalon Hill
- Haut – A
- B
- C
- D
- E
- F
- G
- H
- I
- J
- K
- L
- M
- N
- O
- P
- Q
- R
- S
- T
- U
- V
- W
- X
- Y
- Z

(Notez que certains de ces jeux ont été édités par des sociétés indépendantes et plus tard réédités par AH. Ceux marqués  réédités étaient également publiés par AH, avant qu'Hasbro ne rachète cette société.)

### A (Hasbro)
- Acquire (re-issue, 1999)
- Axis and Allies (Revised Edition; Milton Bradley originally, 2003)
- Axis and Allies: D-Day (2004)
- Axis and Allies: Europe (1999)
- Axis and Allies Miniatures (2005)
- Axis and Allies: Pacific (2001)

### B (Hasbro)
- Battle Cry (2000)
- Betrayal at House on the Hill (2004)

### C (Hasbro)
- Cosmic Encounter (Eon Games originally, 2000)

### D (Hasbro)
- Diplomacy (re-issue, 1999)

### G (Hasbro)
- The Great Dalmuti (Wizards of the Coast originally, 2005)
- Guillotine (Wizards of the Coast originally, 2005)

### H (Hasbro)
- History of the World (re-issue, 2001)

### M (Hasbro)
- Monsters Menace America! (re-development of Monsters Ravage America, 2005)

### N (Hasbro)
- Nexus Ops (2005)

### R (Hasbro)
- Risk 2210 A.D. - Risk variant (2001)
- Risk Godstorm - Risk variant (2004)
- RoboRally (Wizards of the Coast originally, 2005)
- Rocketville (2006)

### S (Hasbro)
- Stratego Legends - Stratego variant (1999)
- Star Wars - The Queen's Gambit (2000)
- Sword and Skull (2005)

### V (Hasbro)
- Vegas Showdown (2005)